# Platycercini
Platycercini  es una tribu de aves psittaciformes perteneciente a la familia Psittaculidae, que contiene a los denominados pericos de cola ancha. Es una de las dos tribus que integran la subfamilia Platycercinae, junto a Pezoporini. Los miembros de Platycercini son nativos de Australasia, especialmente de Australia, aunque también están presentes en Nueva Zelanda, Nueva Caledonia y las islas aledañas. En general son pericos de pequeño y mediano tamaño, con picos muy curvados hacia abajo y colas largas y anchas.

## Clasificación
La tribu Platycercini contiene nueve géneros:
- Género Prosopeia
  - Prosopeia splendens - papagayo escarlata;
  - Prosopeia personata - papagayo enmascarado;
  - Prosopeia tabuensis - papagayo granate;
- Género Eunymphicus
  - Eunymphicus cornutus - perico cornudo;
  - Eunymphicus uvaeensis - perico de Ouvéa;
- Género Cyanoramphus
  - Cyanoramphus zealandicus † - perico de Tahití;
  - Cyanoramphus ulietanus † - perico de Raiatea;
  - Cyanoramphus unicolor - perico de las Antípodas;
  - Cyanoramphus novaezelandiae - perico maorí cabecirrojo;
  - Cyanoramphus erythrotis † - perico de Macquarie;
  - Cyanoramphus hochstetteri - perico de Reischek;
  - Cyanoramphus auriceps - perico maorí cabecigualdo;
  - Cyanoramphus forbesi - perico de las Chatham;
  - Cyanoramphus malherbi - perico maorí montano;
  - Cyanoramphus saisetti - perico de Nueva Caledonia;
  - Cyanoramphus cooki - perico de Norfolk;
- Género Platycercus
  - Platycercus icterotis - perico carigualdo;
  - Platycercus elegans - perico elegante;
  - Platycercus caledonicus - perico de Tasmania;
  - Platycercus adscitus - perico pálido;
  - Platycercus eximius - perico multicolor;
  - Platycercus venustus - perico gracioso;
- Género Barnardius (a veces en  Platycercus)
  - Barnardius zonarius - perico de Port Lincoln;
- Género Purpureicephalus
  - Purpureicephalus spurius - perico capelo;
- Género Lathamus
  - Lathamus discolor - periquito migrador;
- Género Psephotus
  - Psephotus haematonotus - perico dorsirrojo;
- Género Northiella
  - Northiella haematogaster - perico cariazul;
  - Northiella narethae - perico de Naretha;
- Género Psephotellus
  - Psephotellus varius - perico variado;
  - Psephotellus chrysopterygius - perico aligualdo;
  - Psephotellus dissimilis - perico capirotado;
  - Psephotellus pulcherrimus † - perico del paraíso;